# Kryta pływalnia

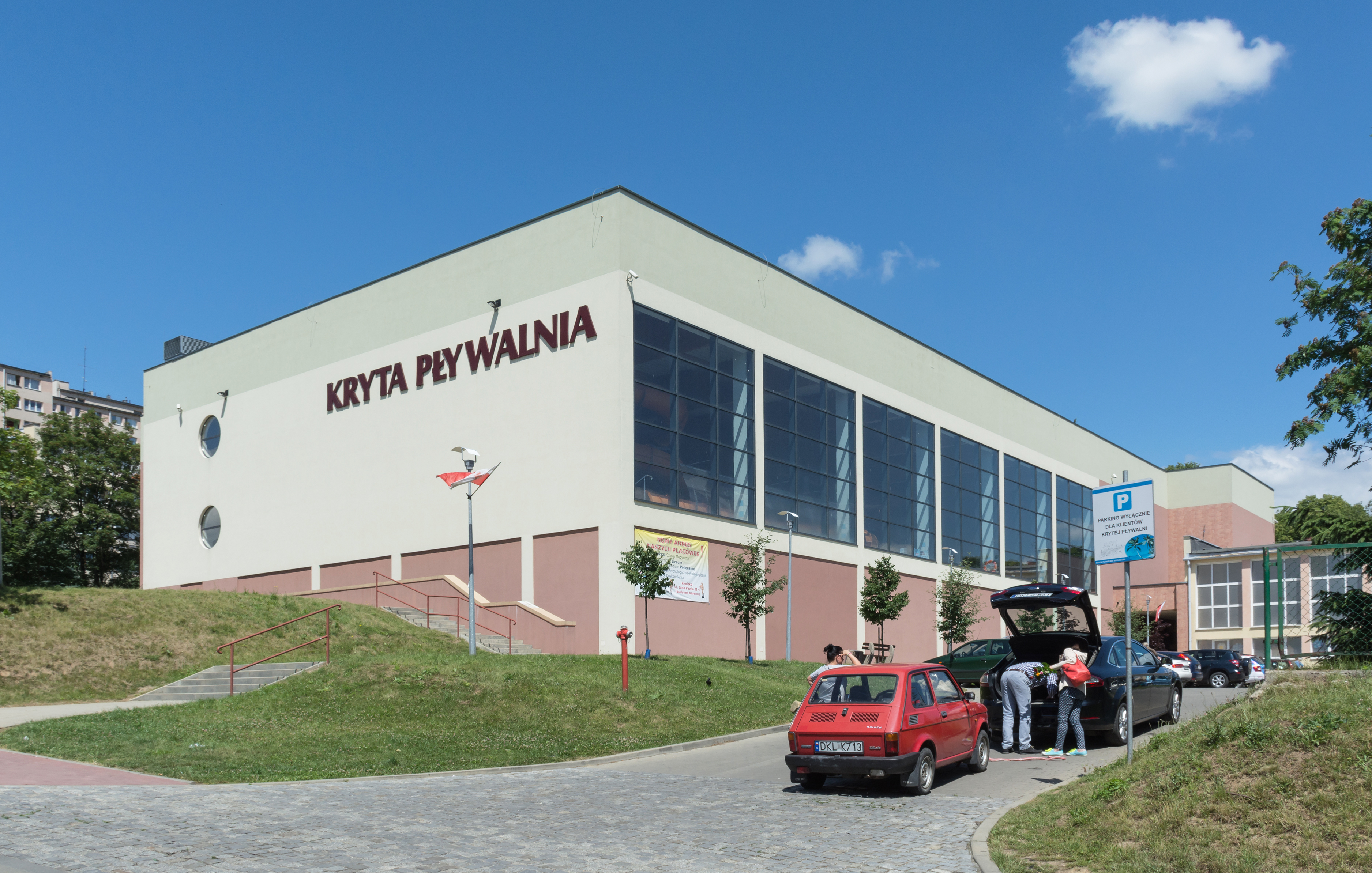
Kryta pływalnia w Kłodzku

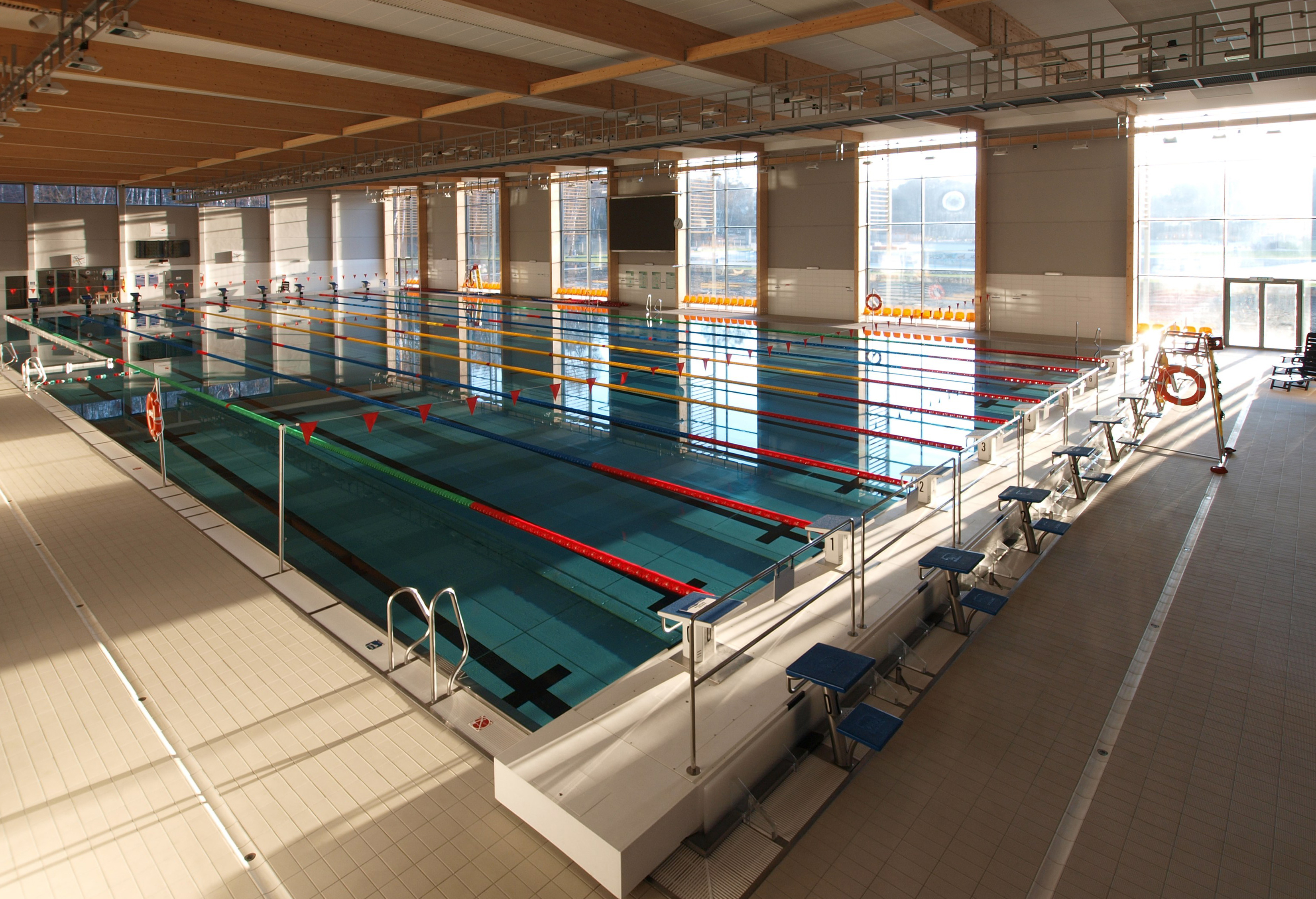
Kryta pływalnia, wnętrze hali basenowej

Kryta pływalnia (kryty basen) – sztuczny zbiornik wodny, posiadający zadaszenie oraz ściany, przeznaczony do rekreacji wodnej (pływania, nurkowania, uprawiania skoków do wody, gry w piłkę wodną itp.)